# Campeonato Russo de Futebol de 1996 - Segunda Divisão
O Campeonato Russo de Futebol - Segunda Divisão de 1996 foi o quinto torneio desta competição. Participaram vinte e duas equipes. O nome do campeonato era "Primeira Liga" (Perváia Liga), dado que a primeira divisão era a "Liga Suprema" (Vysshaia Liga). Três clubes são promovidos e quatro são rebaixados, mas apenas para a terceira divisão.

## Participantes
| Equipe                       | Cidade            | Região                   | No ano anterior                                                                        | Estádio                     | Capacidade | Títulos               | Participações |
| ---------------------------- | ----------------- | ------------------------ | -------------------------------------------------------------------------------------- | --------------------------- | ---------- | --------------------- | ------------- |
| FC Uralan Elista             | Elista            | Calmúquia                | Décimo Quinto Lugar                                                                    | Estádio Uralan              | 15.200     | 0 (não possui)        | 5             |
| FC Drujba Maikop             | Maikop            | Adiguésia                | Décimo Oitavo Lugar                                                                    | Estádio Yunost              | 7.000      | 0 (não possui)        | 5             |
| FK Sokol-PZhD Saratov        | Saratov           | Oblast de Saratov        | Décimo Lugar                                                                           | Estádio Lokomotiv           | 15.000     | 0 (não possui)        | 5             |
| FC Shinnik Iaroslavl         | Iaroslavl         | Oblast de Iaroslavl      | Quinto Lugar                                                                           | Estádio Shinnik             | 22.000     | 0 (não possui)        | 3             |
| FC Neftekhimik Nizhnekamsk   | Nizhnekamsk       | Tartaristão              | Sétimo Lugar                                                                           | Estádio Neftekhimik         | 3.000      | 0 (não possui)        | 4             |
| FC Lokomotiv Chita           | Chita             | Oblast de Chita          | Oitavo Lugar                                                                           | Estádio Lokomotiv           | 12.500     | 0 (não possui)        | 5             |
| FC Zvezda Irkutsk            | Irkutsk           | Oblast de Irkutsk        | Quarto Lugar                                                                           | Estádio Trud                | 28.500     | 0 (não possui)        | 5             |
| FC Zarya Leninsk-Kuznetsky   | Leninsk-Kuznetsky | Oblast de Kemerovo       | Décimo Segundo Lugar                                                                   | Estádio Shakhtyor           | 6.000      | 0 (não possui)        | 4             |
| FC Luch Vladivostok          | Vladivostok       | Krai do Litoral          | Sexto Lugar                                                                            | Estádio Dínamo              | 10.500     | 1 (1992 (Zona Leste)) | 4             |
| FC Okean Nakhodka            | Nakhodka          | Krai do Litoral          | Décimo Sétimo Lugar                                                                    | Estádio Vodnik              | 10.000     | 0 (não possui)        | 3             |
| FC Dinamo Stavropol          | Stavropol         | Krai de Stavropol        | Nono Lugar                                                                             | Estádio Dínamo              | 15.589     | 0 (não possui)        | 2             |
| FC Fakel Voronej             | Voronej           | Oblast de Voronej        | Décimo Terceiro Lugar                                                                  | Estádio da Central Sindical | 32.750     | 0 (não possui)        | 3             |
| FC Torpedo Arzamas           | Arzamas           | Oblast de Níjni Novgorod | Décimo Quarto Lugar                                                                    | Estádio Znamia              | 6.000      | 0 (não possui)        | 2             |
| FC Torpedo Volzhsky          | Volzhsky          | Oblast de Volgogrado     | Décimo Sexto Lugar                                                                     | Estádio Loginov             | 7.000      | 0 (não possui)        | 4             |
| FC Chkalovets Novosibirsk    | Novosibirsk       | Oblast de Novosibirsk    | Décimo Primeiro Lugar                                                                  | Estádio Spartak             | 12.500     | 0 (não possui)        | 4             |
| FC Lokomotiv São Petersburgo | Tsentralny        | São Petersburgo          | Acesso pelo Campeonato Russo de Futebol de 1995 - Terceira Divisão                     | Estádio Kirov               | 100.000    | 0 (não possui)        | 1             |
| FC Gazovik Ijevsk            | Ijevsk            | Udmúrtia                 | Campeão da Zona Central do Campeonato Russo de Futebol de 1995 - Terceira Divisão      | Estádio Central Republicano | 19.200     | 0 (não possui)        | 2             |
| PFC Spartak Nalchik          | Nalchik           | Cabárdia-Balcária        | Campeão da Zona Oeste do Campeonato Russo de Futebol de 1995 - Terceira Divisão        | Estádio Spartak             | 14.400     | 0 (não possui)        | 3             |
| FC Kuban Krasnodar           | Krasnodar         | Krai de Krasnodar        | Vice Campeão da Zona Oeste do Campeonato Russo de Futebol de 1995 - Terceira Divisão   | Estádio Kuban               | 32.000     | 0 (não possui)        | 2             |
| FC Saturn                    | Ramensky          | Oblast de Moscovo        | Vice Campeão da Zona Central do Campeonato Russo de Futebol de 1995 - Terceira Divisão | Estádio Saturn              | 16.8000    | 0 (não possui)        | 1             |
| FC Metallurg Krasnoyarsk     | Krasnoyarsk       | Krai de Krasnoyarsk      | Campeão da Zona Leste do Campeonato Russo de Futebol de 1995 - Terceira Divisão        | Estádio Central             | 22.500     | 0 (não possui)        | 2             |
| FC Dynamo-Gazovik Tiumen     | Tiumen            | Oblast de Tiumen         | Rebaixado do Campeonato Russo de Futebol de 1995                                       | Estádio Geolog              | 13.057     | 1 (1993 Zona Leste)   | 2             |

## Regulamento
O campeonato foi disputado no sistema de pontos corridos em turno e returno. Ao final, três equipes eram promovidas para o Campeonato Russo de Futebol de 1997 e cinco eram rebaixadas para o Campeonato Russo de Futebol de 1997 - Terceira Divisão.

## Resultados do Campeonato
Dínamo-Gazovik foi o campeão; junto com o vice e o terceiro (Shinnik e Fakel) foram promovidos para a primeira divisão russa.

Torpedo de Arzamas, Okean, Zvezda de Irkutsk, Metallurg de Krasnoiarsk e Chkalovets foram rebaixados para a terceira divisão russa.

## Campeão
| Campeão Russo da Segunda Divisão de 1996 |
| ---------------------------------------- |
| FC Dynamo-Gazovik Tiumen 2° Título       |